# Gabriel Donizette de Santana
Gabriel Donizette de Santana (* 8. September 1987) ist ein ehemaliger brasilianischer Fußballspieler.

## Karriere
Gabriel spielte in seiner brasilianischen Heimat für den Amparo AC. Sommer 2006 unterschrieb er einen Vertrag beim japanischen Zweitligisten Vissel Kōbe. 2006 wurde er mit dem Verein Tabellendritter der zweiten Liga und stieg in die erste Liga auf. Für den Verein bestritt er 16 Ligaspiele und schoss dabei zwei Tore. 2008 wechselte er zum iranischen Zweitligisten Aluminium Hormozgan FC. Von 2009 bis 2010 spielte er bei Sanat Naft Abadan.